# Tzum (Zeitschrift)
Tzum ist der Name einer literarischen Zeitschrift bzw. eines literarischen Weblogs (Tzum literair weblog), die in den Niederlanden erscheint. Der Standort der Redaktion ist Groningen.
Die Zeitschrift bietet Buchrezensionen, Kolumnen, Essays, Literaturnachrichten und Interviews zu literarische Themen.
Es werden Filme gepostet und Gedichte und Feuilletons veröffentlicht. Die Besucher des Weblogs steigt stetig an. Monatlich hat die Zeitschrift etwa 100.000 bis 150.000 Besucher (2016).
Die Zeitschrift besitzt auch einen Online-Verkauf und die Möglichkeit eines Newsletters.

## Geschichte von Tzum
Die erste Zeitschrift wurde 1998 veröffentlicht. Die Website (tzum.info) startete im März 2010. Im Jahr 2012 wurde mit der 56. Ausgabe die gedruckte Zeitschrift eingestellt, und die Zeitschrift arbeitete seitdem ausschließlich via Internet.

## Der Name Tzum
Da die Zeitschrift in Friesland verlegt wurde, suchte man nach einem verrückten friesischen Ortsnamen für die Zeitschrift. So kam man auf Tzum, ein kleines tausend Seelendorf, das heute zur Gemeinde Waadhoeke gehört.

## Tzumpreis
Seit 2002 verleiht die Jury der Tzum-Redaktion jährlich den Tzumpreis (Tzum-prijs) für den besten literarischen Satz (von Buchveröffentlichungen des Vorjahres).

## Redakteure
Zu den Redakteuren, die bei Tzum mitarbeiten bzw. mitgearbeitet haben, zählen Derwent Christmas, Ifor Molenhuis, Gideon van Ligten, Coen Peppelenbos, Peter Middendorp, Roos Custers, Nick ter Wal, Matthé ten Wolde.